# Olga Ramos (cantante)
Olga Ramos Suárez (Punta del Hidalgo, 30 de diciembre de 1932), es una cantante española de folclore canario que fue condecorada con la Medalla de Oro de Canarias.

## Biografía
Olga Ramos, nació en Punta del Hidalgo, en 1932. Nació en el seno de una familia de tocadores y cantadores. Empezó a tocar el timple y a bailar muy niña, luego aprendió a tocar la guitarra junto a su padre, don Manuel Ramos. Cantó seguidillas y folías con su tío Sebastián Ramos.
En 1966, crearon un grupo que, inicialmente, se llamó San Mateo por ser el patrón de su pueblo natal Punta del Hidalgo, pero pasó a llamarse Los Zebenzuí por el conocido Mencey Guanche en el que posteriormente se incorporaron sus tres hijos, del que destacó su hijo José Manuel. En 1988 se publicó el disco de música popular Olga Ramos y Los Zebenzui editado por Manzana Producciones Discográficas.
En Madrid, con el Conjunto Acaymo, formado por Dacio Ferrera y Joseíto, coincidió con Imperio Argentina, Augusto Algueró, Carmen Sevilla, Marisol y Los Brincos, entre otros. El cuarteto Acaymo terminó siendo quinteto, por eso lo de Conjunto Acaymo. El disco lo grabaron cuando estuvieron en Madrid, en la Feria Internacional del Campo, en 1965. Entre otros, colaboró con la rondalla Real Hespérides y con la Agrupación Folclórica de la Masa Coral Tinerfeña, grabando un disco con esta última.
Durante 32 años impartió clases de baile folclórico en Canarias.

## Premios y reconocimientos
- 1992 Fue condecorada con la medalla del Orfeón de la Paz.[8][4]
- 2002 recibió la Medalla de Oro de Canarias.[2]
- 2014 recibió el V Galardón Princesa Iraya en San Bartolomé de Geneto.[4]
- Busto en la plaza Virgen de la Paz de La Cuesta, San Cristóbal de La Laguna.